# Raemon Sluiter
Raemon Sluiter (* 13. dubna 1978 v Rotterdamu, Nizozemsko) je nizozemský tenisový trenér a bývalý profesionální tenista. Ve své kariéře nevyhrál na okruhu ATP žádný turnaj.

## Finálové účasti na turnajích ATP (6)

### Dvouhra - prohry (4)
| Legenda                                                       |
| ATP International Series Gold / ATP World Tour 500 Series (1) |
| ATP International Series / ATP World Tour 250 Series (3)      |

| Č. | Datum             | Turnaj                       | Povrch | Vítěz             | Výsledek             |
| 1. | 23. červenec 2000 | Amsterdam, Nizozemsko        | antuka | Magnus Gustafsson | 6-74, 6-3, 7-65, 6-1 |
| 2. | 23. únor 2003     | Rotterdam, Nizozemsko        | tvrdý  | Max Mirnyj        | 7-63, 6-4            |
| 3. | 20. červenec 2003 | Amersfoort, Nizozemsko       | antuka | Nicolás Massú     | 6-4, 7-63, 6-2       |
| 4. | 20. červen 2009   | 's-Hertogenbosch, Nizozemsko | tráva  | Benjamin Becker   | 7-5, 6-3             |

### Čtyřhra - prohry (2)
| Legenda                                                  |
| ATP International Series / ATP World Tour 250 Series (2) |

| Č. | Datum          | Turnaj              | Povrch | Partner        | Vítězové                    | Výsledek      |
| 1. | 15. září 2002  | Taškent, Uzbekistán | tvrdý  | Martin Verkerk | David Adams Robbie Koenig   | 6-2, 7-5      |
| 2. | 9. březen 2003 | Delray Beach, USA   | tvrdý  | Martin Verkerk | Leander Paes Nenad Zimonjić | 7-5, 3-6, 7-5 |

## Davisův pohár
Raemon Sluiter se zúčastnil 12 zápasů v Davisově poháru  za tým Nizozemska s bilancí 6-10 ve dvouhře a 0-1 ve čtyřhře.

## Postavení na žebříčku ATP na konci sezóny

### Dvouhra
| Rok    | 1995 | 1996   | 1997   | 1998   | 1999   | 2000  | 2001   | 2002  | 2003  | 2004  | 2005   | 2006   | 2007   | 2008 |
| Pořadí | 528. | ▼ 707. | ▲ 351. | ▲ 246. | ▲ 164. | ▲ 95. | ▼ 132. | ▲ 70. | ▲ 60. | ▼ 82. | ▼ 126. | ▲ 104. | ▼ 172. | ▼ -. |

### Čtyřhra
| Rok    | 1995 | 1996    | 1997   | 1998   | 1999   | 2000   | 2001   | 2002   | 2003   | 2004   | 2005   | 2006   | 2007   | 2008 |
| Pořadí | 781. | ▼ 1188. | ▲ 255. | ▲ 203. | ▼ 413. | ▲ 315. | ▼ 421. | ▲ 178. | ▲ 116. | ▼ 128. | ▼ 298. | ▼ 810. | ▲ 313. | ▼ -. |